# NGC 11
NGC 11 es una galaxia espiral ubicada en la constelación de Andrómeda. Se encuentra en la ascensión recta 00h 08m 42.5s; declinación 00h 08m 42.5s; bajo las coordenadas J2000 y fue descubierto por Édouard Stephan el 24 de octubre de 1881.